# Grégoire Polet
Pour les articles homonymes, voir Polet.
Grégoire Polet est un écrivain belge de langue française né le 15 avril 1978 à Uccle. Également traducteur, scénariste et réalisateur de documentaires pour la télévision.

## Biographie
Grégoire Polet est le fils du philologue Jean-Claude Polet.
Docteur en lettres de l'Université catholique de Louvain, spécialisé en littérature espagnole, il se consacre aujourd'hui à plein temps à sa carrière d'écrivain.
De tempérament nomade, il a écrit sur la plupart des villes où il a vécu: Bruxelles (Excusez les fautes du copiste); Paris (Leurs vies éclatantes, première sélection du prix Goncourt 2007); Madrid (Madrid ne dort pas) et surtout Barcelone (Chucho et Barcelona!).
Traduits en plusieurs langues, dont l’italien et le russe, ses romans sont souvent de type choral, aux personnages nombreux et parfois récurrents d’un roman à l’autre, marquant une prédilection pour la représentation de la simultanéité des destinées dans les contextes urbains actuels.
Il fut le condisciple, au lycée Martin V de Louvain-la-Neuve (Belgique), de l'écrivain Jean-François Dauven. Leurs romans entretiennent manifestement des rapports étroits. 
Pour la télévision, il a écrit le documentaire (docu-fiction) Dans les coulisses du Traité de Rome (Arte, 2017), reconstituant les négociations qui, dans les années 50, conduisirent à la création de l’Union européenne. En 2020, il a écrit et réalisé un film documentaire commémorant le grand roman de Victor Hugo: Les Misérables et Victor Hugo: au nom du peuple (Arte, 2020).

## Œuvres

### Romans et Nouvelles
- Madrid ne dort pas, Gallimard, 2005, prix Jean Muno 2005.
- Excusez les fautes du copiste, Gallimard, 2006, prix Victor-Rossel des jeunes 2006. Prix spécial Écrivain de la Fondation Jean-Luc Lagardère.
- Leurs vies éclatantes, Gallimard, 2007, prix Indications du jeune critique 2008 (ex aequo avec Corinne Hoex, pour Ma robe n'est pas froissée, éd. Les Impressions nouvelles). Prix Fénéon 2007. Prix Grand-Chosier 2007. Roman retenu dans la première sélection du prix Goncourt 2007.
- Chucho, Gallimard, 2009, prix Sander Pierron de l'Académie royale de langue et de littérature françaises de Belgique.
- Les Ballons d'hélium, Gallimard, 2012.
- Autoroute du soleil, On Lit éditions, 2013.
- Barcelona!, Gallimard, 2015, prix Amerigo-Vespucci au Festival international de géographie[2].
- Tous, Gallimard, 2017.
- Soucoupes volantes, nouvelles, Gallimard, 2021.

### Essais
- Petit éloge de la gourmandise, Folio collection 2 Euros , 2010.
- Dictionnaire insolite de Barcelone, avec Émilie Brehain, Cosmopole, 2016.
- Petit éloge de la Belgique, Folio, collection 2 Euros, 2022.

### Traductions
- Juan Valera, Pepita Jiménez (traduction et avant-propos de Grégoire Polet), Genève, Editions Zoé, 2007.

### Films documentaires
- Dans les coulisses du Traité de Rome (52 minutes, Arte, 2017).
- Les Misérables et Victor Hugo: au nom du peuple (52 minutes, Arte, 2020).